# 澤田由佳 (バレーボール)
澤田 由佳（さわだ ゆか、1996年8月14日 - ）は、日本の女子バレーボール選手である。

## 来歴
埼玉県ふじみ野市出身。2人姉弟の長女。小学5年生のとき、先生の勧めを受けたこと、そして「アタックNo.1」を見たことをきっかけにバレーボールを始めた。
2018年12月26日、NECレッドロケッツ公式サイトにて入団内定が発表された。同期入団は古谷ちなみ。
2021年6月24日、チームの2021-22シーズン新体制が発表。澤田は柳田光綺と共に副キャプテンに就任。
2022-23シーズン、V1女子でチームの優勝に貢献し、自身もベスト6を受賞した。
2023年、2022-23シーズン終了をもって現役を引退し、コンシェルジュの役職でマネジメントスタッフに就任。
2024年4月、現役復帰が発表された。2024-25シーズンではキャプテンを務める。

## 選手としての特徴
高いレシーブ力を兼ね備え、素早い動きのトスワークが特徴。

## 所属チーム
- ふじみ野市立福岡小学校（福岡セカンドジュニア）[1]
- ふじみ野市立花の木中学校[1]
- 川越市立川越高等学校
- 東北福祉大学
- NECレッドロケッツ/NECレッドロケッツ川崎（2018-2023年、2024年-）

## 受賞歴
- 2015年度 東北大学リーグ戦春：セッター賞[2]
- 2016年度 東北大学リーグ戦春：セッター賞[2]
- 2017年度 東北大学リーグ戦春：セッター賞[2]
- 2018年度 東北大学リーグ戦春：セッター賞[2]
- 2018年度 東北大学リーグ戦秋：セッター賞[2]
- 2023年度 2022-23 V.LEAGUE DIVISION1 WOMEN：ベスト6

## 個人成績
V.LEAGUEの個人成績は下記の通り（交流戦・プレーオフを含む）。
| 大会            | チーム          | 出場     | 出場        | アタック | アタック | アタック | アタック | バックアタック | バックアタック | バックアタック | バックアタック | アタック 決定本数 | ブロック | ブロック       | サーブ | サーブ         | サーブ   | サーブ | サーブ | サーブ   | サーブレシーブ | サーブレシーブ | サーブレシーブ | サーブレシーブ | 総得点      | 総得点      | 総得点   | 総得点      |
| --------------- | --------------- | -------- | ----------- | -------- | -------- | -------- | -------- | -------------- | -------------- | -------------- | -------------- | ----------------- | -------- | -------------- | ------ | -------------- | -------- | ------ | ------ | -------- | -------------- | -------------- | -------------- | -------------- | ----------- | ----------- | -------- | ----------- |
| 大会            | チーム          | 試 合 数 | セ ッ ト 数 | 打 数    | 得 点    | 失 点    | 決 定 率 | 打 数          | 得 点          | 失 点          | 決 定 率       | セ ッ ト 平 均    | 得 点    | セ ッ ト 平 均 | 打 数  | ノ 丨 タ ッ チ | エ 丨 ス | 失 点  | 効 果  | 効 果 率 | 受 数          | 成 功 ・ 優    | 成 功 ・ 良    | 成 功 率       | ア タ ッ ク | ブ ロ ッ ク | サ 丨 ブ | 得 点 合 計 |
| V1 2021-22      | NEC             | 33       | 107         | 11       | 5        | 0        | 45.5     | 0              | 0              | 0              | -              | 0.05              | 7        | 0.07           | 233    | 1              | 7        | 5      | 52     | 8.5      | 4              | 0              | 0              | 0.0            | 5           | 7           | 8        | 20          |
| V1 2020-21      | NEC             | 26       | 80          | 6        | 2        | 0        | 33.3     | 0              | 0              | 0              | -              | 0.03              | 5        | 0.06           | 244    | 0              | 4        | 9      | 70     | 7.9      | 4              | 0              | 0              | 0.0            | 2           | 5           | 4        | 11          |
| V1 2019-20      | NEC             | 24       | 84          | 5        | 2        | 0        | 40       | 0              | 0              | 0              | -              | 0.02              | 8        | 0.10           | 267    | 1              | 3        | 9      | 74     | 7.6      | 6              | 0              | 0              | 0.0            | 2           | 8           | 4        | 14          |
| 通算：3シーズン | 通算：3シーズン | 83       | 271         | 22       | 9        | 0        | 40.9     | 0              | 0              | 0              | -              | 0.03              | 20       | 0.07           | 744    | 2              | 14       | 23     | 196    | 8.0      | 14             | 0              | 0              | 0.0            | 9           | 20          | 16       | 45          |

## 出演

### YouTube
NEC レッドロケッツ【official】 
- 【第④弾】レッドロケッツの選手と実践！お家でできる簡単トレーニング〜澤田選手&荒谷選手〜（2020年8月28日）
- NECレッドロケッツ/好プレーを真横からスローハイライト！(11月24vsKUROBEアクアフェアリーズ_澤田由佳日）（2020年8月28日）
- Nトレ バレー教室〜アンダーパス編〜（2020年9月6日）
- Nトレ バレー教室〜ローリング・フライング編〜（2020年10月3日）
- 2020-21 第2戦終了後 澤田由佳選手試合後インタビュー（2020年10月24日）
- 2020-21シーズン第3戦 vs KUROBEアクアフェアリーズ  #澤田由佳 #小島満菜美 『#ネット際』スローハイライト（2020年10月30日）
- 2020-21 第10戦終了後 澤田由佳選手 試合後インタビュー（2020年11月24日）
- 『教えて！ロケッツ！』12月5日（土日）上映分～サインプレー編～（2020年12月7日）
- 澤田由佳選手より2020-21シーズン終了の御礼（2021年5月10日）